# Přístav volá
Přístav volá je román pro mládež českého spisovatele Jaroslava Foglara z roku 1934. Jako jeho vůbec první dílo vyšel knižně, avšak již předtím vycházely v časopisu a novinách na pokračování jeho dva dřívější romány Boj o první místo a Hoši od Bobří řeky.

## Příběh
Hlavní hrdina Jirka Dražan stále hledá nějaké dobrodružství. Nemá však žádného parťáka, se kterým by mohl něco podnikat. Všichni kluci z ulice jsou moc pohodlní. Jako jediný se chce s Jirkou kamarádit Tonda Pazdera, o toho ale Jirka nemá zájem. Jednoho dne zajde Jirka až do Přístavní čtvrti, kde se seznámí s partou. S ní potom podniká mnoho věcí, avšak jednou mu nabídnou účast na vloupání. To ho znechutí natolik, že z party odejde. Místo toho se začne přátelit s Láďou Vilemínem, kterého parta pronásledovala a napadala. Láďa Jirkovi ukáže svůj „Modrý život“, pravidla života moderního šlechtice. Jirkovi se myšlenka zalíbí a hned ji napodobí. Později se Láďa musí s Jirkou rozloučit, protože se jeho rodiče stěhují do Dánska. Loučení je bolestivé, ale Jirkovi zůstává vzpomínka na věrného kamaráda a na "Modrý život". A také díky odstěhování Ládi ocení přátelství s Tondou Pazderou.

## Vznik a vydávání
Román Přístav volá napsal Jaroslav Foglar jako třetí v pořadí, po své prvotině Hoši od Bobří řeky a próze Boj o první místo. Vznikl pod názvem Modrý život Jiřího Dražana na jaře 1934 během tří měsíců pro soutěž nakladatelství Melantrich o nejlepší knihu pro mládež. Do soutěže bylo přihlášeno 68 prací a v září 1934 rozhodla porota o rozdělení ceny 10 000 korun třem autorům: Foglarovi, Josefu Heydukovi a Josefu Věromíru Plevovi. V listopadu 1934 Melantrich Foglarův román vydal, ovšem pod změněným názvem Přístav volá, který dílu zůstal i při dalších vydáních.

### Knižní česká vydání
Přehled knižních vydání v češtině:
- 1934 – 1. vydání, nakladatelství Melantrich, ilustrace Otakar Fuchs
- 1936/1937 – dotisk 1. vydání, nakladatelství Melantrich, ilustrace Otakar Fuchs
- 1942 – 2. vydání, nakladatelství Jan Kobes, ilustrace Bohumil Konečný
- 1947 – 3. vydání, nakladatelství Jan Kobes, ilustrace Bohumil Konečný
- 1948 – dotisk 3. vydání, nakladatelství Jan Kobes, ilustrace Bohumil Konečný
- 1970 – 4. vydání, nakladatelství Melantrich, ilustrace Zdeněk Filip (v tiráži uveden rok 1969)
- 1991 – 5. vydání, nakladatelství Olympia, ilustrace Marko Čermák, obálka Ervín Urban, ISBN 80-7033-117-8 (edice Sebrané spisy, sv. 2)
- 1995 – 6. vydání, nakladatelství Olympia, ilustrace Marko Čermák, ISBN 80-7033-366-9 (edice Sebrané spisy, sv. 2)
- 2005 – 7. vydání, nakladatelství Olympia, ilustrace Marko Čermák, ISBN 80-7033-886-5 (edice Sebrané spisy, sv. 2)

Vydání z let 1947 a 1991 jsou v tiráži knih číslována chybně, místo 3., respektive 5. vydání jsou označena jako 5., respektive 8. vydání.

### Další vydání
Další česká vydání:
- 1941–1942 – sešitové vydání v rámci edice Knihy táborového ohně, sv. 3, č. 20–26, nakladatelství Jan Kobes, ilustrace Bohumír Čermák, Zdeněk Burian, Bohumil Konečný

Cizojazyčná vydání:
- 1991 – Prístav volá, slovensky, nakladatelství Arkus, ISBN 80-900465-1-7

## Adaptace
Roku 2014 vydalo nakladatelství Olympia pod názvem Modrý život Jiřího Dražana aneb Přístav volá komiksovou adaptaci románu, kterou podle vlastního scénáře nakreslil Milan Teslevič.